# Mehriban Alijevová
Mehriban Alijevová, celým jménem Mehriban Arif qizi Aliyeva (ázerbájdžánsky Mehriban Əliyeva; * 26. srpna 1964, Baku, Ázerbájdžán) je viceprezidentka Ázerbájdžánu a manželka prezidenta Ilhama Alijeva. Je rovněž členkou Národního shromáždění Ázerbájdžánu, velvyslankyní dobré vůle UNESCO a členkou charitativních a kulturních organizací.

## Rodina
V roce 1984 se provdala za Ilhama Alijeva. Mají spolu tři děti – dcery Leilu a Arzu a syna Hejdara.
V roce 2005 byla zvolena poslankyní ázerbájdžánského parlamentu. V únoru 2017 byla jmenována viceprezidentkou země. Funkce viceprezidenta vznikla na základě referenda ze září 2016. Současně bylo také prodlouženo funkční období prezidenta z pěti na sedm let.

## Vyznamenání
- velkodůstojník Řádu za zásluhy Polské republiky – Polsko, 2009[4][5]
- důstojník Řádu čestné legie – Francie, 15. února 2010[6]
- Prezidentský řád znamenitosti – Gruzie, 2013[7]
- Řád Pákistánu – Pákistán, 2015[8]
- Řád Hejdara Alijeva – Ázerbájdžán, 29. června 2015 – za plodnou činnost v oblasti rozvoje kultury, vzdělávání, zdravotnictví a sportu v Ázerbájdžánu a za rozsáhlou mezinárodní propagandu kulturního dědictví ázerbájdžánského lidu a za skvělé služby při organizaci prvních evropských her[9]
- komtur Záslužného řádu Maďarské republiky – Maďarsko, 2016[10]
- velkokříž Řádu zásluh o Italskou republiku – Itálie, 12. července 2018[11]
- Řád přátelství – Rusko, 13. srpna 2019 – za zásluhy na rozvoj a posilování rusko-ázerbájdžánských vztahů[12]